# Minuartia
Minuartia L. é um gênero botânico da família Caryophyllaceae.

## Sinonímia
| - Alsinanthe (Fenzl) Rchb. - Alsine Gaertn. - Greniera J. Gay - Cherleria L. - Hymenella Moc. et Sesse - Lidia Á. Löve et D. Löve - Minuopsis W.A. Weber | - Porsildia Á. Löve et D. Löve - Queria L. - Rhodalsine J. Gay - Selleola Urb. - Tryphane Rchb. - Wierzbickia Rchb. |

## Espécies
| - Minuartia arctica - Minuartia austromontana - Minuartia biflora - Minuartia californica - Minuartia caroliniana - Minuartia cherlerioides - Minuartia cismontana - Minuartia cumberlandensis - Minuartia dawsonensis - Minuartia decumbens - Minuartia douglasii - Minuartia drummondii - Minuartia elegans - Minuartia filiorum | - Minuartia gerardii - Minuartia glabra - Minuartia godfreyi - Minuartia graminifolia - Minuartia groenlandica - Minuartia howellii - Minuartia laricifolia - Minuartia macrantha - Minuartia macrocarpa - Minuartia marcescens - Minuartia michauxii - Minuartia muscorum - Minuartia nuttallii - Minuartia obtusiloba | - Minuartia patula - Minuartia pusilla - Minuartia rosei - Minuartia rossii - Minuartia rubella - Minuartia sedoides - Minuartia stolonifera - Minuartia stricta - Minuartia tenella - Minuartia uniflora - Minuartia viscosa - Minuartia yukonensis |

- Lista completa

## Classificação do gênero
| Sistema | Classificação                    | Referência               |
| ------- | -------------------------------- | ------------------------ |
| Linné   | Classe Triandria, ordem Trigynia | Species plantarum (1753) |